# Verkleurende poria
De verkleurende poria (Mycoacia gilvescens) is een schimmel behorend tot de familie Meruliaceae. Hij leeft saprotroof bij takjes van populier (Populus). Volgens literatuur is hij ook bekend van verschillende loofboomsoorten met voorkeur voor de beuk (Fagus sylvatica). Hij veroorzaakt witrot.

## Kenmerken

### Uiterlijke kenmerken
Hij komt verspreid, polyporoïdaal voor. Naburige vruchtlichamen versmelten tot plekken tot 15 cm lang, tot 5 cm breed en tot 0,5 cm dik, maar meestal dunner. De tot 1 mm brede rand is kaal, gekarteld en pluizig, bij oudere vruchtlichamen verdwijnt deze en is vrij scherp omlijnd. Verse vruchtvlees is vlezig en wasachtig, na het drogen is het hard, broos, met een uitstekende rand. Het hymeniaal oppervlak van jonge vruchtlichamen is wit, op sommige plaatsen aan de rand rozeachtig, bij aanraking en droog rozeachtig, bruin vruchtvlees, roodachtig, rozebruin, isabellabruin, bij oudere vruchtlichamen vuilroodbruin of oker. De buisjes zijn 1-4 mm lang, langer en gedeeltelijk open op een verticaal oppervlak, lichtbruinrood, met gladde bladen in jonge vruchtlichamen en bestrooid met een dichte witte coating, getand in oudere vruchtlichamen. Poriën met een diameter van 0,1-0,55 mm, ovaal, rond, langwerpig of langwerpig (zelfs tot 0,65 mm lang), bij oudere vruchtlichamen vrij vaak labyrintisch, gemiddeld 3-5, uitzonderlijk 6 per 1 mm. Het vruchtvlees is iets donkerder dan de buisjes.

### Microscopische kenmerken
Hij heeft een dimitisch hyfensysteem. De generatieve hyfen hebben gespen, dun tot licht dikwandig, 2–4 µm in diameter, vaak typisch bedekt met kleine, staafachtige kristallen. Hymenium mist cystidia en andere steriele elementen. De basidia zijn knotsvormig, 4-sterigmata, 14-18 × 4-6 µm, met een gesp aan de basis. De basidiosporen zijn bijna cilindrisch, hyaliene, dunwandig, glad, niet-amyloïde, 3,5–4,5(–5) × 1,5–2 µm.

## Verspreiding
De verkleurende poria komt voor op alle continenten behalve Antarctica. Het grootste aantal vindplaatsen wordt gegeven in Europa, waar hij in het hele gebied voorkomt. In Nederland komt de verkleurende poria matig algemeen voor.

## Ecologie
De verkleurende poria is een in bomen levende saprotrofe schimmel. In Europa komt hij het meest voor op beuken, maar er is ook melding gemaakt van esdoorn, haagbeuk, es, walnoot, populier, eik, lijsterbes en linde.